# Komisja Simpsona
Królewska Komisja Hope Simpsona (ang. The Hope Simpson Royal Commission) prowadziła dochodzenie wyjaśniające przyczyny wybuchu i przebieg zamieszek w Palestynie w 1929. Jej powołanie zostało zalecone przez Raport Komisji Śledczej Shawa z marca 1930.
Końcowy raport Komisji został przygotowany 1 października 1930, i opublikowany 21 października pod tytułem Raport na Temat Imigracji, Osadnictwa Rolniczego i Rozwoju (ang. The Report on Immigration, Land Settlement and Development). Ze względu na brak gruntów rolnych w Palestynie, zalecił on ograniczenie żydowskiej imigracji. Równocześnie została opublikowana biała księga Passfielda.

## Tło wydarzeń
W dniach 23–31 sierpnia 1929 w wielu miejscach brytyjskiego Mandatu Palestyny wybuchły zamieszki w Palestynie. Do najcięższych starć doszło w Jerozolimie, ale miały miejsce także pogrom w Hebronie i pogrom w Safedzie. W ciągu tygodnia gwałtownych starć zginęło 133 Żydów i 116 Arabów, a rannych zostało 198 Żydów i 232 Arabów.
W celu dokładnego zbadania przebiegu, okoliczności i przyczyn zamieszek, brytyjski Urząd Kolonialny powołał Komisję Śledczą na czele której stanął wybitny prawnik sir Walter Shaw. W marcu 1930 opublikowano Raport Komisji Shawa, który zalecił rządowi ponowne rozpatrzenie swojej polityki względem żydowskiej imigracji i sprzedaży gruntów Żydom w Palestynie. Bezpośrednią konsekwencją Raportu Komisji Shawa było powołanie w 1930 Królewskiej Komisji.

## Działalność Komisji
Na czele Królewskiej Komisji stanął sir John Hope Simpson. Przyjechał on do Palestyny w dniu 20 maja 1930. Jego zadaniem było przeprowadzenie dochodzenia w sprawie perspektyw żydowskiej imigracji i rozwoju Palestyny. Pomimo dużej złożoności badanego tematu, sir Simpson stosunkowo krótki czas przebywał w Mandacie Palestyny. Końcowy raport Komisji został przygotowany 1 października 1930, i opublikowany 21 października pod tytułem Raport na Temat Imigracji, Osadnictwa Rolniczego i Rozwoju (ang. The Report on Immigration, Land Settlement and Development).

## Raport Komisji
Raport przedstawił dogłębną analizę społeczeństwa i gospodarki Mandatu Palestyny, z rozdzieleniem na część społeczeństwa żydowską i arabską. Zauważono, że Żydzi zapłacili wysoką cenę za kupowaną ziemię, i dodatkowo bardzo często płacili niektórym Arabom dodatkowe kwoty finansowe wynikające z umów o najmie itp. Dostrzeżono jednak, że ziemie nabywane przez organizacje żydowskie przestawały być gruntami, z których Arabowie mogli kiedykolwiek później czerpać jakieś korzyści. Nigdy nie mogli mieć żadnej nadziei na dzierżawę gruntów rolnych od Żydów. Grunty te stawały się własnością żydowskich osad rolniczych, i tylko ich mieszkańcy na nich pracowali. Arabowie mogli być tylko zatrudniani jako robotnicy rolni. Takie postępowanie mogło budzić uzasadnione arabskie obawy o niekorzystne oddziaływanie Syjonistów na gospodarkę Palestyny. Ci z Arabów, którzy odsprzedali własną ziemię, albo dzierżawili ziemię odsprzedaną przez właścicieli Żydom, tracili źródło dochodów i obawiali się o swoją przyszłość. Wysiedleni arabscy rolnicy nie mogli znaleźć pozarolniczego zatrudnienia, przez co wśród Arabów pojawił się poważny i powszechny problem bezrobocia. Dodatkową trudnością była polityka żydowskich organizacji, które utrudniały zatrudnianie arabskich pracowników w żydowskich osadach i żydowskich przedsiębiorstwach. Taka polityka była wynikiem działalności światowych organizacji syjonistycznych, inwestujących środki finansowe w rozwój osadnictwa żydowskiego w Palestynie. Nie były one zainteresowane zatrudnianiem Arabów i działalnością na rzecz poprawy warunków życia arabskiej społeczności. Dysponując ograniczonymi środkami, koncentrowano je na społeczności żydowskiej. Raport wskazywał więc, że nie należy oczekiwać poprawy sytuacji ze strony rozszerzenia żydowskiego osadnictwa w Palestynie. Dla Arabów wykluczonych w ten sposób z rynku pracy nie było żadnej alternatywy. W konsekwencji powstała klasa bezrolnych i niezadowolonych osób. Stanowiła ona potencjalne zagrożenie dla bezpieczeństwa kraju. Arabscy bezrobotni mogli być w każdej chwili wykorzystani jako polityczne pionki przez arabskich polityków. Może się to objawić w postaci kolejnych rozruchów, jako łatwo dostępna metoda blokowania żydowskiej imigracji.
Raport potwierdzał fakt istnienia nielegalnej żydowskiej imigracji, dodając, że przeciwdziałanie jej będzie trudnym zadaniem. Podkreślał jednak, że należy podjąć kroki w tym celu. Należy również przeciwdziałać wzrostowi liczby arabskich bezrobotnych – ich liczba była mocno zafałszowana przez napływ nielegalnych arabskich imigrantów pochodzących z Emiratu Transjordanii. Regułą postępowania względem zatrzymanych nielegalnych imigrantów miała być zasada natychmiastowej deportacji tych osób do kraju skąd one pochodziły. Specjalnemu nadzorowi mieli podlegać pseudo-turyści, którzy przyjeżdżali do Palestyny na wycieczkę, i pozostawali w kraju na stałe. Podsumowując, raport zalecał podjęcie zdecydowanych kroków w celu powstrzymania nielegalnej imigracji, przy jednoczesnym ograniczeniu wielkości legalnych imigrantów przyjmowanych przez Palestynę.

## Konsekwencje
Bezpośrednią konsekwencją Raportu Komisji Simpsona było ogłoszenie białej księgi Passfielda, która ograniczyła wielkość żydowskiej imigracji oraz nałożyła ograniczenia na sprzedaż ziemi Żydom.
Liderzy społeczności żydowskiej uznali raport i kolejną białą księgę jako bardzo niesprawiedliwe dla Żydów. Oskarżyli oni sir Simpsona o zignorowanie wkładu Żydów w rozwój gospodarki kraju. Ze wzrostu gospodarczego korzystali zarówno Żydzi jak i Arabowie. Dodatkowym cytowanym argumentem był fakt, że duża liczba żydowskich lekarzy pomagała rozwiązywać problemy zdrowotne ludności arabskiej. Tak dużego postępu w tej dziedzinie nie udało by się osiągnąć bez wsparcia nowych imigrantów, spośród których wielu było lekarzami.